# Liste der Monuments historiques in Grendelbruch
Die Liste der Monuments historiques in Grendelbruch führt die Monuments historiques in der französischen Gemeinde Grendelbruch auf.

## Liste der Bauwerke
| Bezeichnung                              | Beschreibung                                                         | Standort                 | Kennzeichnung | Schutzstatus | Datum | Bild           |
| ---------------------------------------- | -------------------------------------------------------------------- | ------------------------ | ------------- | ------------ | ----- | -------------- |
| Ehemalige Kirche St-Pancrace-St-Cyriaque | jetzt Friedhofskapelle; Erdgeschoss eines Chorturms, bezeichnet 1565 | Place de l’Église (Lage) | PA67000025    | Inscrit      | 1998  | weitere Bilder |

## Liste der Objekte
| Bezeichnung                              | Beschreibung                                   | Standort                                    | Kennzeichnung | Schutzstatus | Datum | Bild |
| ---------------------------------------- | ---------------------------------------------- | ------------------------------------------- | ------------- | ------------ | ----- | ---- |
| Gemälde Jesus am Ölberg                  | Ölfarbe auf Leinwand, 16. oder 17. Jahrhundert | in der Kirche St-Philippe-St-Jacques (Lage) | PM67001270    | Inscrit      | 1996  |      |
| Gemälde Auferstehung                     | Ölfarbe auf Leinwand, 16. oder 17. Jahrhundert | in der Kirche St-Philippe-St-Jacques (Lage) | PM67001273    | Inscrit      | 1996  |      |
| Gemälde Zwölfjähriger Jesus im Tempel    | Ölfarbe auf Leinwand, 16. oder 17. Jahrhundert | in der Kirche St-Philippe-St-Jacques (Lage) | PM67001269    | Inscrit      | 1996  |      |
| Gemälde Dornenkrönung                    | Ölfarbe auf Leinwand, 16. oder 17. Jahrhundert | in der Kirche St-Philippe-St-Jacques (Lage) | PM67001272    | Inscrit      | 1996  |      |
| Gemälde Evangelisten Matthäus und Markus | Ölfarbe auf Leinwand, 1686                     | in der Kirche St-Philippe-St-Jacques (Lage) | PM67001267    | Inscrit      | 1996  |      |
| Gemälde Geiselung Christi                | Ölfarbe auf Leinwand, 16. oder 17. Jahrhundert | in der Kirche St-Philippe-St-Jacques (Lage) | PM67001271    | Inscrit      | 1996  |      |
| Gemälde Pfingsten                        | Ölfarbe auf Leinwand, 16. oder 17. Jahrhundert | in der Kirche St-Philippe-St-Jacques (Lage) | PM67001275    | Inscrit      | 1996  |      |
| Gemälde Evangelisten Lukas und Johannes  | Ölfarbe auf Leinwand, 1686                     | in der Kirche St-Philippe-St-Jacques (Lage) | PM67001268    | Inscrit      | 1996  |      |
| Gemälde Himmelfahrt                      | Ölfarbe auf Leinwand, 16. oder 17. Jahrhundert | in der Kirche St-Philippe-St-Jacques (Lage) | PM67001274    | Inscrit      | 1996  |      |